# Strelec
Strelec – wieś w Chorwacji, w żupanii medzimurskiej, w gminie Mala Subotica. W 2011 roku liczyła 296 mieszkańców.